# Kernkraftwerk Braidwood
Das Kernkraftwerk Braidwood (englisch Braidwood Nuclear Generation Station) mit zwei Westinghouse Druckwasserreaktoren steht im Will County im Nordosten des US-Bundesstaats Illinois. 

## Geschichte
Das Kernkraftwerk hat zwei Reaktorblöcke, die im Mai 2001 von der Nuclear Regulatory Commission eine Leistungserhöhung um jeweils fünf Prozent genehmigt bekommen haben. Die Reaktoren werden seit der Übernahme des Unternehmens Commonwealth Edison im Jahr 2000 von dem Energieversorgungsunternehmen Exelon betrieben und haben  zusammen eine Nettoleistung von 2330 Megawatt. Damit ist es das Leistungsstärkste Kernkraftwerk im US-Bundesstaat Illinois.
Im März 2006 wurden mehrere Klagen gegen Exelon und Commonwealth Edison wegen Tritium-Freisetzungen in das lokale Wassersystem zwischen 1996 und 2003 eingereicht.

## Betriebsbewilligung
In den USA wird die Betriebsbewilligung (engl. license) für ein Kernkraftwerk von der Nuclear Regulatory Commission (NRC) zunächst für einen Zeitraum von bis zu 40 Jahren erteilt. Der Zeitraum von 40 Jahren basierte ursprünglich auf dem Zeitraum für die Abschreibung von Anlagevermögen. Der Atomic Energy Act of 1954 erlaubt eine (auch mehrmalige) Verlängerung der Betriebserlaubnis um jeweils 20 Jahre.
Die ursprüngliche Betriebsbewilligung für den Block 1 wurde dem Betreiber Exelon Generation Co., LLC am 2. Juli 1987 durch die NRC bis zum 17. Oktober 2026 erteilt. Sie wurde am 27. Januar 2016 bis zum 17. Oktober 2046 verlängert.
Für den Block 2 wurde die ursprüngliche Bewilligung am 20. Mai 1988 bis zum 18. Dezember 2027 erteilt. Sie wurde am 27. Januar 2016 bis zum 18. Dezember 2047 verlängert.

## Daten der Reaktorblöcke
Das Kernkraftwerk Braidwood hat insgesamt zwei Blöcke:
| Reaktorblock | Reaktortyp         | Netto- leistung | Brutto- leistung | Baubeginn  | Netzsyn- chronisation | Kommer- zieller Betrieb | Betriebs- bewilligung | Abschal- tung |
| ------------ | ------------------ | --------------- | ---------------- | ---------- | --------------------- | ----------------------- | --------------------- | ------------- |
| Braidwood-1  | Druckwasserreaktor | 1178 MW         | 1240 MW          | 31.12.1975 | 12.07.1987            | 29.07.1988              | 17.10.2046            |               |
| Braidwood-2  | Druckwasserreaktor | 1152 MW         | 1213 MW          | 31.12.1975 | 25.05.1988            | 17.10.1988              | 18.12.2047            |               |